# Bosden
Bosden var en civil parish från 1878 till 1900 då den blev en del av Hazel Grove and Bramhall, i grevskapet Cheshire (nu Greater Manchester), i England. Denna civil parish hade 2 342 invånare år 1891.